# Liste der Baudenkmäler in Detmold
Die Liste der Baudenkmäler in Detmold enthält die denkmalgeschützten Bauwerke auf dem Gebiet der Stadt Detmold im Kreis Lippe in Nordrhein-Westfalen (Stand: April 2013). Diese Baudenkmäler sind in der Denkmalliste der Stadt Detmold eingetragen; Grundlage für die Aufnahme ist das Denkmalschutzgesetz Nordrhein-Westfalen (DSchG NRW).

Aufgrund der Größe ist die Liste nach Ortsteilen sortiert.

## Teillisten

Ortsteile der Stadt Detmold

- Liste der Baudenkmäler in Detmold-Kernstadt
- Liste der Baudenkmäler in Detmold-Barkhausen
- Liste der Baudenkmäler in Detmold-Bentrup
- Liste der Baudenkmäler in Detmold-Berlebeck
- Liste der Baudenkmäler in Detmold-Brokhausen
- Liste der Baudenkmäler in Detmold-Diestelbruch
- Liste der Baudenkmäler in Detmold-Hakedahl
- Liste der Baudenkmäler in Detmold-Heidenoldendorf
- Liste der Baudenkmäler in Detmold-Heiligenkirchen
- Liste der Baudenkmäler in Detmold-Hiddesen
- Liste der Baudenkmäler in Detmold-Hornoldendorf
- Liste der Baudenkmäler in Detmold-Jerxen-Orbke
- Liste der Baudenkmäler in Detmold-Klüt
- Liste der Baudenkmäler in Detmold-Loßbruch
- Liste der Baudenkmäler in Detmold-Mosebeck
- Liste der Baudenkmäler in Detmold-Niederschönhagen
- Liste der Baudenkmäler in Detmold-Nienhagen
- Liste der Baudenkmäler in Detmold-Niewald
- Liste der Baudenkmäler in Detmold-Oberschönhagen
- Liste der Baudenkmäler in Detmold-Oettern-Bremke
- Liste der Baudenkmäler in Detmold-Pivitsheide V.H.
- Liste der Baudenkmäler in Detmold-Pivitsheide V.L.
- Liste der Baudenkmäler in Detmold-Remmighausen
- Liste der Baudenkmäler in Detmold-Schönemark
- Liste der Baudenkmäler in Detmold-Spork-Eichholz
- Liste der Baudenkmäler in Detmold-Vahlhausen